# هولي غروف
هولي غروف (بالإنجليزية: Holly Grove, Arkansas)‏ هي مدينة تقع في مقاطعة مونرو، أركنسو بولاية أركنساس في الولايات المتحدة. تبلغ مساحة هذه المدينة 1.8 (كم²)، وترتفع عن سطح البحر 55 م، بلغ عدد سكانها 722 نسمة في عام 2000 حسب إحصاء مكتب تعداد الولايات المتحدة.

## وصلات خارجية
- The US50 - Cities and Towns in Arkansas State
- 2012 United States Census Estimate